# ADVA Optical Networking
ADVA Optical Networking SE — немецкий поставщик телекоммуникационных услуг. Компания основана в 1994 году в Германии. Главный офис компании находится в Мартинсриде (коммуна Планег земли Бавария). Производство в Майнинген. Главная производственная и научно-исследовательская площадка компании расположена в Майнингене, где до 1990-х годов находилось одно из подразделений народно-промышленного предприятия ГДР по разработке и выпуску компьютерной техники — «Роботрон». В 2016 году ADVA была названа лидером отрасли в отчете европейской аналитической и консалтинговой фирмы «Ovum».

## Деятельность
ADVA Optical Networking SE является одним из ведущих мировых поставщиков сетевых решений для оптических CWDM/DWDM сетей и сетей Ethernet. Оборудование позволяет предоставлять в телекоммуникационных сетях городского масштаба сервисы, связанные с передачей и хранением разнородных данных, в том числе, голоса и видео.
Семейство продуктов операторского класса Fiber Service Platform (FSP) компании ADVA Optical Networking SE специально разработаны для совершенствования сервисов, упрощения эксплуатации сетей связи, а также снижения общей стоимости проекта. В ADVA работает более 1900 сотрудников по всему миру, а её сетевое решение для оптических CWDM/DWDM ADVA FSP 3000 используется более чем у 250 операторов связи и около 10 000 предприятий во всём мире.. Продукция поставляется, в основном, через дилерскую сеть, объединяющую тщательно отобранных и сертифицированных компаний-партнёров.
В числе бесспорных достоинств инновационных разработок и технологий, предлагаемых компанией ADVA Optical Networking SE — универсальность и высокий уровень адаптивности всей линейки решений, что позволяет эффективно использовать одни и те же продукты в составе решений для различных категорий заказчиков. Операторы связи и сервис-провайдеры, используя решения ADVA Optical Networking SE, смогут предоставлять набирающие популярность высокоскоростные сервисы tripple play и IPTV; крупным корпоративным заказчикам, располагающим собственными сетями передачи данных — помочь организовать высокопроизводительные транспортные сети, способные поддержать работу локальных сетей, защищённых виртуальных сетей хранения данных и мн. др.
Компания представлена на телекоммуникационном рынке в 17 странах: Германия, США, Австрия, Великобритания, Россия, Норвегия, Италия, Польша, Франция, Китай, Япония, Индия, ОАЭ, Швеция, Сингапур, Южная Африка, Украина.
15 июля 2022 года американская телекоммуникационная компания Adtran Holdings закрыла сделку по объединению бизнеса с ADVA Optical Networking SE.